# سفر به شهر سلیمان
سفر به شهر سلیمان کتابی از فریدون عموزاده خلیلی است که در سال ۱۳۶۸ منتشر و در مراسم کتاب سال جمهوری اسلامی ایران به‌عنوان کتاب برگزیده معرفی شد.